# ヘッドフォン・ララバイ
『ヘッドフォン・ララバイ』は、1983年に公開された、東映（東映株式会社）の製作の映画である。監督は山根成之。シブがき隊主演第2弾。高校駅伝をテーマとしている。原作は窪田僚のデビュー小説『ヘッドフォン・ララバイ～公園通りの青春』（1981年、集英社コバルト文庫）。

## キャスト
- 風間黎：本木雅弘
- 安藤豊：薬丸裕英
- 吉井誠一郎（ボクトツ）：布川敏和
- 早坂有紗：高部知子
- 緒方先生：木之元亮
- 理奈：可愛かずみ
- 西条徹：貞永敏
- 日野：寺田農
- ペットショップのオーナー：梅宮辰夫
- 未樹：中野良子
- 町田：山口剛
- 大山：すのうち滋之
- マユミ：橘明美
- ノンコ：及川久美子
- 仲間：内藤正順、野本真弘
- 矢口：菅原清人
- 佐野：円治信恭
- 高木：吉田充
- 畑：田辺広太
- 沼田教師：松橋登
- 校長：河合絃司
- 生活指導の女史：かわいのどか
- 教頭：大泉滉
- ボクトツの母：中真知子
- 管理人のおじさん：横山あきお

## スタッフ
- 監督：山根成之
- 製作：幸田清、ジャニー喜多川
- 脚本：小平裕、筒井ともみ
- 原作：窪田僚「ヘッドフォン・ララバイ～公園通りの青春」
- 音楽：田辺信一
- 撮影：奥村正祐
- 美術：今保太郎
- スチール：加藤光男
- 照明：小林芳雄
- 編集：西東清明
- 助監督：長谷川計二、大熊峰雄、井原真治

## 主題歌
- シブがき隊「ヘッドフォン・ララバイ」（発売元：CBS・ソニー）

## 挿入曲
- シブがき隊 3rdアルバム「夏・Zokkon -Memories For You-」収録
  - 「あいつと俺とおまえ」
  - 「ミッドナイト・ストーム」
  - 「Memories For You」

## 同時上映
- パタリロ! スターダスト計画